# Elvis Pinel
Elvis Ángel Figueroa Pinel (Ocotal, Nueva Segovia, 18 de diciembre de 1988) es un futbolista nicaragüense. Juega en la demarcación de mediocampista para el Real Estelí de la Primera División de Nicaragua.

## Trayectoria
Elvis Pinel debutó en 2010 con el Managua FC; luego pasó al Real Estelí donde juega actualmente. Con este último equipo ha conseguido varios títulos de la Primera División de Nicaragua, y ha participado en varios torneos de la Concacaf Liga Campeones.

## Selección nacional
Ha sido internacional con la Selección de fútbol de Nicaragua desde su debut en 2011. Jugó dos partidos de la Clasificación para la Copa Mundial 2014. Además participó en la Copa Centroamericana 2011 y 2013.

### Participaciones en Copa Centroamericana
| Copa Centroamericana      | Sede       | Resultado    |
| ------------------------- | ---------- | ------------ |
| Copa Centroamericana 2011 | Panamá     | Primera Fase |
| Copa Centroamericana 2013 | Costa Rica | Primera Fase |

## Clubes
| Club        | País      | Año             |
| ----------- | --------- | --------------- |
| Managua FC  | Nicaragua | 2010 - 2011     |
| Real Estelí | Nicaragua | 2011 - Presente |

## Palmarés

### Campeonatos nacionales
| Título                        | Club                    | País      | Año           |
| ----------------------------- | ----------------------- | --------- | ------------- |
| Primera División de Nicaragua | Real Estelí Fútbol Club | Nicaragua | Apertura 2011 |
| Primera División de Nicaragua | Real Estelí Fútbol Club | Nicaragua | Clausura 2012 |
| Primera División de Nicaragua | Real Estelí Fútbol Club | Nicaragua | Apertura 2012 |
| Primera División de Nicaragua | Real Estelí Fútbol Club | Nicaragua | Clausura 2013 |
| Primera División de Nicaragua | Real Estelí Fútbol Club | Nicaragua | Apertura 2013 |
| Primera División de Nicaragua | Real Estelí Fútbol Club | Nicaragua | Clausura 2014 |